# Daiki Numa
Daiki Numa (沼 大希 Numa Daiki?, nacido el 2 de mayo de 1997 en Osaka) es un futbolista japonés que se desempeña como delantero.

## Trayectoria

### Clubes
| Club            | País  | Año    |
| --------------- | ----- | ------ |
| Kyoto Sanga FC  | Japón | 2016 - |
| Gainare Tottori | Japón | 2017   |

## Estadística de carrera

### J. League
| Club            | Año   | J. League | J. League | Copa J. League | Copa J. League | Total | Total |
| Club            | Año   | Part.     | Goles     | Part.          | Goles          | Part. | Goles |
| --------------- | ----- | --------- | --------- | -------------- | -------------- | ----- | ----- |
| Kyoto Sanga FC  | 2016  | 6         | 1         | -              | -              | 6     | 1     |
| Gainare Tottori | 2017  | 30        | 4         | -              | -              | 30    | 4     |
| Total           | Total | 36        | 5         | 0              | 0              | 36    | 5     |